# Sanford Wallace
Sanford "Spamford" Wallace (nascido em 1968) é um internauta dos Estados Unidos famoso por ser um criador de spam em massa, de onde ganhou o apelido rei do spam. 

### Artigos
- Sanford Wallace mini-bio and interviews from archive.org, originally at AnnOnline
- CNET: Return of the Spam King November 20, 1997
- CNET: Spam site killed under threats January 19, 1998
- Wired: Sanford Wallace: Back to the Fax? January 23, 1998
- FTC files case against spyware companies October 7, 2004
- U.S. files first suit against Internet 'spy ware' October 8, 2004
- Notorious Net marketer to halt spyware ads January 4, 2005
- FTC Orders Former Spam King To Pay $4 Million For Spyware Scam May 4, 2006
- MySpace files phishing and spam suit against Sanford Wallace March 27, 2007
- Spamford Wallace's MySpace riches come under attack January 26, 2008
- MySpace Wins Record $230m in Case Against 'Spam King' May 14, 2008

### Casos jurídicos
- Cyber Promotions v AOL
- Cyber Promotions v CompuServe
- Cyber Promotions v Earthlink Wallace case archives
- Wallace v. Welch (1999)
- Spamford Wallace banished from MySpace